# Anyama (underprefektur)
Anyama är en underprefektur i Elfenbenskusten. Den ligger i departementet Abidjan, i den sydöstra delen av landet, 200 km sydost om huvudstaden Yamoussoukro.